# Klitispa corrugata
Klitispa corrugata is een keversoort uit de familie bladkevers (Chrysomelidae). De wetenschappelijke naam van de soort werd in 1933 gepubliceerd door Spaeth.